# Jüdische Gemeinde Laudenbach (Weikersheim)
Die Jüdische Gemeinde in Laudenbach, einem Stadtteil von Weikersheim im Main-Tauber-Kreis in Baden-Württemberg, entstand im Mittelalter und existierte bis zur Zeit des Nationalsozialismus.

## Geschichte

### Historische Entwicklung der jüdischen Gemeinde
In Laudenbach bestand eine jüdische Gemeinde bereits im Mittelalter, da im Jahre 1336 eine Judenverfolgung auch im Ort stattfand. Eine neuzeitliche jüdische Gemeinde entstand in Laudenbach im 17. Jahrhundert und bestand bis 1939. Die jüdische Gemeinde Laudenbach besaß die Synagoge Laudenbach, eine jüdische Schule und ein rituelles Bad. Die Toten der Gemeinde wurden zunächst auf dem jüdischen Friedhof Unterbalbach und seit 1729 auf dem jüdischen Friedhof Weikersheim bestattet. Ein eigener Religionslehrer war angestellt, der zugleich als Vorbeter und Schochet tätig war. Die Gemeinde gehörte zum Bezirksrabbinat Mergentheim. 1933 lebten noch 13 jüdische Personen in Laudenbach. Die Inneneinrichtung der Laudenbacher Synagoge wurde beim Novemberpogrom 1938 zerstört. Im Juli 1939 wurde die Gemeinde aufgelöst. Die letzten sechs jüdischen Einwohner Laudenbachs wurden am 1. Dezember 1941 ins KZ Riga-Kaiserwald beziehungsweise am 22. August 1942 ins KZ Theresienstadt deportiert.

### Opfer des Holocaust
Von den jüdischen Personen, die in Laudenbach geboren wurden oder längere Zeit im Ort wohnten, kamen in der Zeit des Nationalsozialismus die folgenden Personen beim Holocaust nachweislich ums Leben: Julie Baum geb. Schloß (1875), Fanny Brader geb. Hofmann (1878), Selma Bravmann geb. Rosenstock (1887), Clara Dreifuß geb. Schloß (1868), Siegfried Eisemann (1886), Paula Forchheimer geb. Löwenstein (1884), Frieda Freudenberger (1893), Rosa Guttmann geb. Löwenstein (1888), Anna Hähnlein (1887), Jenny Hähnlein (1890), Frieda Heilbrunn geb. Eisemann (1887), Helene Heimann geb. Löwenstein (1886), Ricka Hirsch geb. Adler (1882), Paula (Pauline) Kahn (1872), Cilli Kirchheimer geb. Rosenthal (1888), Pauline Kohn geb. Löwenstein (1884), Benno Löwenstein (1882), Julius Löwenstein (1887), Adolf Rosenstock (1883), Paula Rosenthal (1892), Getta Schlossmann geb. Löwengardt (1882), Frida Schömann geb. Schloß (1882), Wilhelm Selz (1903), Karoline Steigerwald geb. Löwengardt (1854), Hanna (Johanna) Stern geb. Löwenstein (1862), Jette Stern geb. Schloß (1860) und Selma Teutsch geb. Eisemann (1885).